# Luke Shaw
Luke Shaw (Kingston upon Thames, 12 luglio 1995) è un calciatore inglese, difensore del Manchester Utd e della nazionale inglese, con cui è stato vicecampione d'Europa nel 2021 e nel 2024.

## Caratteristiche tecniche
Terzino sinistro dotato di un buon fisico e notevole velocità, può essere impiegato anche come esterno di centrocampo.

## Carriera

### Club

#### Southampton
Cresciuto nelle giovanili del Southampton, Shaw esordisce in Premier League il 5 novembre 2012, nella sconfitta dei Saints per 0-2 sul campo del West Bromwich Albion, subentrando a Danny Fox all'81º minuto di gioco.

#### Manchester United
Il 27 giugno 2014 viene acquistato dal Manchester United per circa 40 milioni di euro, firmando un contratto di quattro anni; sceglie di indossare la maglia numero 3, lasciata libera dal francese Patrice Evra, passato alla Juventus. Il 27 settembre seguente fa il suo esordio con i Red Devils, nella vittoria per 2-1 contro il West Ham ad Old Trafford. Il 22 novembre, nella partita vinta per 2-1 sul campo dell'Arsenal, subisce un infortunio alla caviglia che lo costringe ad uno stop di circa un mese. Torna a giocare il 28 dicembre a White Hart Lane contro il Tottenham (0-0). Chiude la sua prima stagione al Manchester United con 20 presenze tra campionato e coppe.
Il 15 settembre 2015, durante la partita di Champions League persa per 1-2 sul campo del PSV Eindhoven, subisce un duro intervento da parte del difensore messicano Héctor Moreno, che gli provoca la frattura di tibia e perone della gamba destra e lo costringe a chiudere anticipatamente la stagione dopo sole otto partite.
I problemi fisici e il suo riscatto personale
Il 7 agosto 2016 fa il suo ritorno dall'infortunio dopo quasi un anno, nel Community Shield vinto per 2-1 contro il Leicester City. Il 30 aprile 2017 subisce un infortunio al piede nella gara tra Manchester United e Swansea City, che lo ferma per alcuni mesi. Il 24 maggio 2017 il Manchester United vince l'Europa League in finale contro l'Ajax, Luke Shaw salta la gara per infortunio concludendo con quattro presenze nella coppa europea. Un periodo particolarmente difficile per il terzino che stava cercando di guadagnare fiducia dal tecnico Jose Mourinho ma è ripetutamente alle prese con dei problemi fisici.
Il 10 agosto 2018, nella partita vinta per 2-1 contro il Leicester City ad Old Trafford, segna il suo primo gol con la maglia dei Red Devils, oltre che tra i professionisti. L'8 settembre successivo in occasione della gara Inghilterra e Spagna, esce dal campo in barella a seguito di un brutto contrasto di gioco con la testa con Daniel Carvajal, il terzino inglese in seguito rivela ai media rassicurazioni sulle sue condizioni fisiche. Una stagione di riscatto per il giocatore inglese che totalizza 29 presenze con 1 goal e 4 assist in Premier League, grazie alle sue prestazioni viene premiato inoltre come miglior giocatore del Manchester United.
Il 5 marzo 2020 fornisce un goal e un assist nella gara di Fa Cup vinta per 0-3 contro il Derby County. Il 7 marzo 2021 segna il goal dello 0-2 nel derby di Manchester, contribuendo alla vittoria dei Red Devils. Conclude la stagione con 32 presenze, 1 goal e 5 assist in Premier League, vincendo nuovamente il premio di miglior giocatore del Manchester United.
Il 26 febbraio 2023 vince la sua seconda coppa di lega inglese dopo aver trionfato nella stagione 2016/2017. Gioca da titolare la finale vinta per 2-0 contro il Newcastle, fornendo l'assist per il goal del vantaggio di Casemiro. A seguito di ulteriori problemi fisici, il terzino inglese colleziona 27 presenze totali tra la stagione 2023-2024 e 2024-2025 faticando a trovare continuità sul terreno di gioco.

### Nazionale
Il 5 marzo 2014 fa il suo esordio nella nazionale inglese, in un'amichevole vinta per 1-0 contro la Danimarca. Viene poi convocato per il mondiale del 2014, dove gioca una partita nella fase a gironi, contro la Costa Rica (0-0).
L'8 settembre 2018, durante la partita contro la Spagna valevole per la UEFA Nations League, è costretto ad uscire dal campo in barella a causa di un duro scontro di gioco con Carvajal.
Nel marzo 2021 fa ritorno in nazionale dopo quasi 3 anni. Pochi mesi dopo viene convocato per Euro 2020, in cui viene impiegato come titolare e contribuisce al raggiungimento della finale da parte degli inglesi con 3 assist consegnati, di cui due ai quarti nel successo per 4-0 contro l'Ucraina. Nella finale, persa ai tiri di rigore contro l'Italia, realizza dopo 117 secondi il suo primo gol in nazionale; questa rete è stata la più veloce realizzata in una finale dell'europeo, oltre che la quinta più rapida nella storia della competizione.

## Statistiche

### Presenze e reti nei club
Statistiche aggiornate al 25 maggio 2025.
| Stagione              | Squadra               | Campionato            | Campionato | Campionato | Coppe nazionali | Coppe nazionali | Coppe nazionali | Coppe continentali | Coppe continentali | Coppe continentali | Altre coppe | Altre coppe | Altre coppe | Totale | Totale |
| Stagione              | Squadra               | Comp                  | Pres       | Reti       | Comp            | Pres            | Reti            | Comp               | Pres               | Reti               | Comp        | Pres        | Reti        | Pres   | Reti   |
| --------------------- | --------------------- | --------------------- | ---------- | ---------- | --------------- | --------------- | --------------- | ------------------ | ------------------ | ------------------ | ----------- | ----------- | ----------- | ------ | ------ |
| 2011-2012             | Southampton           | FLC                   | 0          | 0          | FACup+CdL       | 1+0             | 0               | -                  | -                  | -                  | -           | -           | -           | 1      | 0      |
| 2012-2013             | Southampton           | PL                    | 25         | 0          | FACup+CdL       | 1+2             | 0               | -                  | -                  | -                  | -           | -           | -           | 28     | 0      |
| 2013-2014             | Southampton           | PL                    | 35         | 0          | FACup+CdL       | 3+0             | 0               | -                  | -                  | -                  | -           | -           | -           | 38     | 0      |
| Totale Southampton    | Totale Southampton    | Totale Southampton    | 60         | 0          |                 | 7               | 0               |                    | -                  | -                  |             | -           | -           | 67     | 0      |
| 2014-2015             | Manchester Utd        | PL                    | 16         | 0          | FACup+CdL       | 4+0             | 0               | -                  | -                  | -                  | -           | -           | -           | 20     | 0      |
| 2015-2016             | Manchester Utd        | PL                    | 5          | 0          | FACup+CdL       | 0               | 0               | UCL+UEL            | 3+0                | 0                  | -           | -           | -           | 8      | 0      |
| 2016-2017             | Manchester Utd        | PL                    | 11         | 0          | FACup+CdL       | 1+2             | 0               | UEL                | 4                  | 0                  | CS          | 1           | 0           | 19     | 0      |
| 2017-2018             | Manchester Utd        | PL                    | 11         | 0          | FACup+CdL       | 4+3             | 0               | UCL                | 1                  | 0                  | SU          | 0           | 0           | 19     | 0      |
| 2018-2019             | Manchester Utd        | PL                    | 29         | 1          | FACup+CdL       | 3+0             | 0               | UCL                | 8                  | 0                  | -           | -           | -           | 40     | 1      |
| 2019-2020             | Manchester Utd        | PL                    | 24         | 0          | FACup+CdL       | 3+2             | 1+0             | UEL                | 4                  | 0                  | -           | -           | -           | 33     | 1      |
| 2020-2021             | Manchester Utd        | PL                    | 32         | 1          | FACup+CdL       | 3+2             | 0               | UCL+UEL            | 4+6                | 0                  | -           | -           | -           | 47     | 1      |
| 2021-2022             | Manchester Utd        | PL                    | 20         | 0          | FACup+CdL       | 2+0             | 0               | UCL                | 5                  | 0                  | -           | -           | -           | 27     | 0      |
| 2022-2023             | Manchester Utd        | PL                    | 31         | 1          | FACup+CdL       | 4+3             | 0               | UEL                | 9                  | 0                  | -           | -           | -           | 47     | 1      |
| 2023-2024             | Manchester Utd        | PL                    | 12         | 0          | FACup+CdL       | 1+0             | 0               | UCL                | 2                  | 0                  | -           | -           | -           | 15     | 0      |
| 2024-2025             | Manchester Utd        | PL                    | 7          | 0          | FACup+CdL       | 0               | 0               | UEL                | 5                  | 0                  | CS          | 0           | 0           | 12     | 0      |
| Totale Manchester Utd | Totale Manchester Utd | Totale Manchester Utd | 198        | 3          |                 | 37              | 1               |                    | 51                 | 0                  |             | 1           | 0           | 287    | 4      |
| Totale carriera       | Totale carriera       | Totale carriera       | 258        | 3          |                 | 44              | 1               |                    | 51                 | 0                  |             | 1           | 0           | 354    | 4      |

### Cronologia presenze e reti in nazionale
| Cronologia completa delle presenze e delle reti in nazionale ― Inghilterra | Cronologia completa delle presenze e delle reti in nazionale ― Inghilterra | Cronologia completa delle presenze e delle reti in nazionale ― Inghilterra | Cronologia completa delle presenze e delle reti in nazionale ― Inghilterra | Cronologia completa delle presenze e delle reti in nazionale ― Inghilterra | Cronologia completa delle presenze e delle reti in nazionale ― Inghilterra | Cronologia completa delle presenze e delle reti in nazionale ― Inghilterra | Cronologia completa delle presenze e delle reti in nazionale ― Inghilterra |
| Data                                                                       | Città                                                                      | In casa                                                                    | Risultato                                                                  | Ospiti                                                                     | Competizione                                                               | Reti                                                                       | Note                                                                       |
| -------------------------------------------------------------------------- | -------------------------------------------------------------------------- | -------------------------------------------------------------------------- | -------------------------------------------------------------------------- | -------------------------------------------------------------------------- | -------------------------------------------------------------------------- | -------------------------------------------------------------------------- | -------------------------------------------------------------------------- |
| 5-3-2014                                                                   | Londra                                                                     | Inghilterra                                                                | 1 – 0                                                                      | Danimarca                                                                  | Amichevole                                                                 | -                                                                          | 46’                                                                        |
| 4-6-2014                                                                   | Miami Gardens                                                              | Ecuador                                                                    | 2 – 2                                                                      | Inghilterra                                                                | Amichevole                                                                 | -                                                                          | 74’                                                                        |
| 24-6-2014                                                                  | Belo Horizonte                                                             | Costa Rica                                                                 | 0 – 0                                                                      | Inghilterra                                                                | Mondiali 2014 - 1º turno                                                   | -                                                                          |                                                                            |
| 18-11-2014                                                                 | Glasgow                                                                    | Scozia                                                                     | 1 – 3                                                                      | Inghilterra                                                                | Amichevole                                                                 | -                                                                          | 66’                                                                        |
| 5-9-2015                                                                   | Serravalle                                                                 | San Marino                                                                 | 0 – 6                                                                      | Inghilterra                                                                | Qual. Euro 2016                                                            | -                                                                          |                                                                            |
| 8-9-2015                                                                   | Londra                                                                     | Inghilterra                                                                | 2 – 0                                                                      | Svizzera                                                                   | Qual. Euro 2016                                                            | -                                                                          |                                                                            |
| 22-3-2017                                                                  | Londra                                                                     | Germania                                                                   | 1 – 0                                                                      | Inghilterra                                                                | Amichevole                                                                 | -                                                                          | 83’                                                                        |
| 8-9-2018                                                                   | Londra                                                                     | Inghilterra                                                                | 1 – 2                                                                      | Spagna                                                                     | UEFA Nations League 2018-2019 - 1º turno                                   | -                                                                          | 42’ 63’                                                                    |
| 28-3-2021                                                                  | Tirana                                                                     | Albania                                                                    | 0 – 2                                                                      | Inghilterra                                                                | Qual. Mondiali 2022                                                        | -                                                                          |                                                                            |
| 6-6-2021                                                                   | Middlesbrough                                                              | Inghilterra                                                                | 1 – 0                                                                      | Romania                                                                    | Amichevole                                                                 | -                                                                          | 75’                                                                        |
| 18-6-2021                                                                  | Londra                                                                     | Inghilterra                                                                | 0 – 0                                                                      | Scozia                                                                     | Euro 2020 - 1º turno                                                       | -                                                                          |                                                                            |
| 22-6-2021                                                                  | Londra                                                                     | Rep. Ceca                                                                  | 0 – 1                                                                      | Inghilterra                                                                | Euro 2020 - 1º turno                                                       | -                                                                          |                                                                            |
| 29-6-2021                                                                  | Londra                                                                     | Inghilterra                                                                | 2 – 0                                                                      | Germania                                                                   | Euro 2020 - Ottavi di finale                                               | -                                                                          |                                                                            |
| 3-7-2021                                                                   | Roma                                                                       | Ucraina                                                                    | 0 – 4                                                                      | Inghilterra                                                                | Euro 2020 - Quarti di finale                                               | -                                                                          | 65’                                                                        |
| 7-7-2021                                                                   | Londra                                                                     | Inghilterra                                                                | 2 – 1 dts                                                                  | Danimarca                                                                  | Euro 2020 - Semifinale                                                     | -                                                                          |                                                                            |
| 11-7-2021                                                                  | Londra                                                                     | Italia                                                                     | 1 – 1 dts (3 – 2 dtr)                                                      | Inghilterra                                                                | Euro 2020 - Finale                                                         | 1                                                                          |                                                                            |
| 2-9-2021                                                                   | Budapest                                                                   | Ungheria                                                                   | 0 – 4                                                                      | Inghilterra                                                                | Qual. Mondiali 2022                                                        | -                                                                          |                                                                            |
| 8-9-2021                                                                   | Varsavia                                                                   | Polonia                                                                    | 1 – 1                                                                      | Inghilterra                                                                | Qual. Mondiali 2022                                                        | -                                                                          |                                                                            |
| 12-10-2021                                                                 | Londra                                                                     | Inghilterra                                                                | 1 – 1                                                                      | Ungheria                                                                   | Qual. Mondiali 2022                                                        | -                                                                          | 23’                                                                        |
| 26-3-2022                                                                  | Londra                                                                     | Inghilterra                                                                | 2 – 1                                                                      | Svizzera                                                                   | Amichevole                                                                 | 1                                                                          | 61’                                                                        |
| 29-3-2022                                                                  | Londra                                                                     | Inghilterra                                                                | 3 – 0                                                                      | Costa d'Avorio                                                             | Amichevole                                                                 | -                                                                          | 62’                                                                        |
| 23-9-2022                                                                  | Milano                                                                     | Italia                                                                     | 1 – 0                                                                      | Inghilterra                                                                | UEFA Nations League 2022-2023 - 1º turno                                   | -                                                                          | 72’                                                                        |
| 26-9-2022                                                                  | Londra                                                                     | Inghilterra                                                                | 3 – 3                                                                      | Germania                                                                   | UEFA Nations League 2022-2023 - 1º turno                                   | 1                                                                          |                                                                            |
| 21-11-2022                                                                 | Al Rayyan                                                                  | Inghilterra                                                                | 6 – 2                                                                      | Iran                                                                       | Mondiali 2022 - 1º turno                                                   | -                                                                          |                                                                            |
| 25-11-2022                                                                 | Al Khawr                                                                   | Inghilterra                                                                | 0 – 0                                                                      | Stati Uniti                                                                | Mondiali 2022 - 1º turno                                                   | -                                                                          |                                                                            |
| 29-11-2022                                                                 | Al Rayyan                                                                  | Galles                                                                     | 0 – 3                                                                      | Inghilterra                                                                | Mondiali 2022 - 1º turno                                                   | -                                                                          | 65’                                                                        |
| 4-12-2022                                                                  | Al Khor                                                                    | Inghilterra                                                                | 3 – 0                                                                      | Senegal                                                                    | Mondiali 2022 - Ottavi di finale                                           | -                                                                          |                                                                            |
| 10-12-2022                                                                 | Al Khor                                                                    | Inghilterra                                                                | 1 – 2                                                                      | Francia                                                                    | Mondiali 2022 - Quarti di finale                                           | -                                                                          |                                                                            |
| 23-3-2023                                                                  | Napoli                                                                     | Italia                                                                     | 1 – 2                                                                      | Inghilterra                                                                | Qual. Euro 2024                                                            | -                                                                          | 78’, 80’                                                                   |
| 16-6-2023                                                                  | Ta' Qali                                                                   | Malta                                                                      | 0 – 4                                                                      | Inghilterra                                                                | Qual. Euro 2024                                                            | -                                                                          | 60’                                                                        |
| 19-6-2023                                                                  | Manchester                                                                 | Inghilterra                                                                | 7 – 0                                                                      | Macedonia del Nord                                                         | Qual. Euro 2024                                                            | -                                                                          |                                                                            |
| 6-7-2024                                                                   | Düsseldorf                                                                 | Inghilterra                                                                | 1 – 1 dts (5 - 3 dtr)                                                      | Svizzera                                                                   | Euro 2024 - Quarti di finale                                               | -                                                                          | 78’                                                                        |
| 10-7-2024                                                                  | Dortmund                                                                   | Paesi Bassi                                                                | 1 – 2                                                                      | Inghilterra                                                                | Euro 2024 - Semifinale                                                     | -                                                                          | 46’                                                                        |
| 14-7-2024                                                                  | Berlino                                                                    | Spagna                                                                     | 2 – 1                                                                      | Inghilterra                                                                | Euro 2024 - Finale                                                         | -                                                                          |                                                                            |
| Totale                                                                     |                                                                            | Presenze                                                                   | 34                                                                         |                                                                            | Reti                                                                       | 3                                                                          |                                                                            |

## Palmarès

### Club

#### Competizioni nazionali
- Coppa d'Inghilterra: 2

Manchester United: 2015-2016, 2023-2024
- Community Shield: 1

Manchester United: 2016
- Coppa di Lega inglese: 2

Manchester United: 2016-2017, 2022-2023

#### Competizioni internazionali
- UEFA Europa League: 1

Manchester United: 2016-2017

### Individuale
- Squadra dell'anno PFA: 2

2013-2014, 2020-2021
- Sir Matt Busby Player of the Year: 1

2019
- FIFA FIFPro World XI: 1

2021